# Mesodontrachia fitzroyana
Mesodontrachia fitzroyana é uma espécie de gastrópode  da família Camaenidae.
É endémica da Austrália.